# Gli uomini della città dei ragazzi
Gli uomini della città dei ragazzi (Men of Boys Town) è un film statunitense del 1941 diretto da Norman Taurog. Trattasi del seguito del film La città dei ragazzi, uscito nel 1938.

## Trama
Stati Uniti, anni 40 del XX Secolo. Padre Flanagan gestisce, tra mille difficoltà, la Città dei ragazzi. I coniugi Maitland prendono in affido il giovane Whitey, ma questi viene sorpreso a rubare insieme all'amico Flip ed entrambi vengono puniti con il riformatorio. Padre Flanagan allora denuncia le pessime condizioni di vita della struttura consentendo così il rilascio dei due giovani. Intanto la Città dei ragazzi versa in difficoltà finanziarie, ma saranno proprio i Maitland a salvare la situazione.